# Cantono Electric Tractor Company
Die Cantono Electric Tractor Company war ein US-amerikanischer Hersteller von Elektroautomobilen. Das Unternehmen produzierte ausschließlich Avant-Trains nach einem italienischen Patent. Der Markenname war Cantono Electric.

## Eugenio Cantono
Eugenio Cantono, Hauptmann in der italienischen Armee, hatte gegen Ende des 19. Jahrhunderts ein Patent auf einen Dynamo erhalten. Gestützt darauf, gründete er 1900 in Rom sein erstes Unternehmen, die Eugenio Cantono S.A., später reorganisiert als Cantono Avantreni S.A. Es produzierte Personenwagen und Nutzfahrzeuge als Avant-Trains nach eigenem System. Nach einer Insolvenz um 1904 und weiteren Reorganisationen als SA Ligure-Romana Vetture und Fabbrica Rotabili Avantreni Motori S.A. produzierte es ab 1906 in Genua und unter den Markennamen Cantono und Cantono-FRAM. Nach 1914 ist keine Produktion mehr nachgewiesen.

## Cantono Electric Tractor Company
Das Unternehmen wurde 1904 in Marion (New Jersey) gegründet und erwarb von Cantono in Rom die Lizenz zum Nachbau von Fahrzeugen des italienischen Herstellers und Lizenzgebers. Damit produzierte es Vorspanneinrichtungen, sog. fore carriages, sowie komplette Personenwagen. Anders als die italienische Gesellschaft und anders, als der eigene Namen vermuten lässt, verzichtete die Cantono Electric Tractor Co. aber auf die Herstellung von Nutzfahrzeugen.
Die Idee erwies sich, obwohl von mehreren Herstellern angewendet, als technische Sackgasse. Nach Ablauf der Lebensdauer der umgebauten Kutschen wurden Avant-Trains in aller Regel durch immer bessere und preiswertere leichte Nutzfahrzeuge ersetzt. Gelegentlich wurde eine fore carriage von einem Fahrzeug an ein anderes angepasst, eine dauerhafte Nachfrage ließ sich damit aber nicht generieren. In den USA mit seiner wachsenden Autoindustrie reichte sie schon 1907 nicht mehr aus, um das Unternehmen am Leben zu erhalten, zumal das System mit US$ 1750.- so viel kostete wie ein damaliger Mittelklassewagen. Komplettfahrzeuge können preislich zum Luxussegment gerechnet werden; ein Winton 20 HP kostete 1904 ab US$ 2500.-, ein Packard Model L ab US$ 3000.- und bei Pierce-Arrow begannen die Preise bei US$ 2500.- für den Zweizylinder. Das damals populärste Auto in den USA, der Oldsmobile Curved Dash, war ab US$ 650.- erhältlich. Für US$ 3500.- gab es andererseits bereits luxuriöse, geschlossene Electrics, etwa die Columbia-Modelle Hansom, Brougham oder Coupé. In Italien wurden Cantono und Cantono-FRAM noch bis 1913 hergestellt, allerdings zum überwiegenden Teil als Nutzfahrzeuge. In Frankreich gab es eine Niederlassung, die bis 1914 Elektro-LKW herstellte. Die in Italien erhältliche Version mit Benzinmotor wurde in den USA nicht angeboten.

## Technik
Die fore carriage ist eine Fahrzeugkomponente, die anstelle von Vorderachse und Deichsel von pferdegezogenen Fahrzeugen montiert wird und diese so zu Motorfahrzeugen macht. Avant-Trains gab es mit Verbrennungs-, Dampf- oder Elektromotoren. Das Cantono-System beruht auf letzterem. Es besteht aus der Achse selber, der Drehschemellenkung mit Lenksäule und Lenkrad, dem auf der Achse angebrachten Batteriesatz und den mit je einem Gleichstrommotor angetriebenen Vorderrädern. Die Elektromotoren treiben über Zahnräder je eines der Vorderräder an und wirken auch als Vorderradbremsen. Am Fahrzeug steht die Lenksäule senkrecht. Die in den USA hergestellten Wagen sind buchstäblich „Kutschen ohne Pferde“. Die meisten wurden als vornehme Brougham gebaut und als solche vermarktet. So weit bekannt, entsprechen sie der ersten Ausführung der italienischen Modelle; deren zweite mit einer Haube an der Front, unter die Akkumulatoren untergebracht wurden, sind aus den USA nicht bekannt.
Das italienische Unternehmen bot für einige Nutzfahrzeuge Bandbremsen an der Hinterachse an. Es scheint, dass die Cantono Electric Tractor Company diese Bremsen bei ihren Komplettfahrzeugen generell eingesetzt hat. Die Cantono-Marken gehören damit zu den frühesten Anbietern von Vierradbremsen, die sich erst in den 1920er Jahren allgemein durchsetzten.

## Fahrzeuge
Die Fahrzeuge der Cantono Electric Tractor Company dürfen als Pleasure cars gelten, wie die frühen Personenwagen in den USA genannt wurden.
| Bauzeit   | Bauform                           | Listenpreis                         | Bemerkungen                  |
| --------- | --------------------------------- | ----------------------------------- | ---------------------------- |
| 1904–1907 | Electric Fore-Carriage            | US$ 1750.-                          | Steuereinheit als Einbausatz |
| 1904–1905 | Electric Brougham                 | US$ 3500.-                          |                              |
| 1906      | Electric Victoria                 | US$ 2900.-                          |                              |
| 1906–1907 | Electric Extension-front Brougham | US$ 3100.- (1906) US$ 3500.- (1907) |                              |

## Andere Avant-Trains aus den USA (Auswahl)
- American & British[8]
- American LaFrance[9]
- Christie / Front Drive[10]
- Tractobile